# Gekkonidae
Gekkonidae zijn een familie van hagedissen die behoren tot de gekko's (Gekkota).

## Naam en indeling
De wetenschappelijke naam van de groep werd voor het eerst voorgesteld door John Edward Gray in 1825. In een vroegere indeling werden alle gekko's tot de familie Gekkonidae gerekend, maar op basis van nieuwe inzichten is de indeling rigoureus veranderd. De vroegere onderfamilies worden tegenwoordig als aparte families gezien, naast de Gekkonidae, en de slangachtige vertegenwoordigers van de familie heuppotigen (Pygopodidae) worden heden te dage beschouwd als sterk verwant aan deze andere families van gekko-achtigen. Al deze hagedissenfamilies worden in de orde infraorde gekko's (Gekkota) geplaatst.
Gekkonidae zijn de grootste groep van gekko's, veel van de bekendste soorten behoren tot deze groep. Het is tevens een van de grootste families van de gewervelde dieren, er zijn in totaal ongeveer 1469 verschillende soorten verdeeld in 58 geslachten (november 2021). Enkele bekendere geslachten zijn de madagaskardaggekko's (Phelsuma), de halfvingergekko's (Hemidactylus), de dikvingergekko's (Pachydactylusi) en de bladstaartgekko's (Uroplatus). Er worden regelmatig nieuwe soorten ontdekt, zoals 96 soorten in 2020 en 64 soorten in 2021.

## Uiterlijke kenmerken en levenswijze
Vanwege het enorme soortenaantal en het wereldwijde verspreidingsgebied zijn er weinig gemeenschappelijke lichaamskenmerken en habitatspecialisaties die gelden voor het grootste deel van de groep. De meeste soorten zijn eierleggend, maar er zijn ook een aantal levendbarende groepen van Gekkonidae. Ook voor gekko's specifieke lichaamskenmerken zoals een verticale pupil en duidelijke hechtkussentjes aan de onderzijde van de poten komen niet bij alle soorten voor. Voorbeelden zijn dagactieve groepen van gekko's zoals de madagaskardaggekko's die een ronde pupil hebben en de soorten de woestijnen bewonen hebben geen hechtorganen onder hun poten omdat deze alleen maar zouden hinderen bij het lopen over het zand.

## Verspreidingsgebied
Gekkonidae komen voornamelijk voor in Afrika en Azië, ook veel Europa voorkomende soorten behoren tot de Gekkonidae. Slecht weinig soorten komen voor in Australië en Oceanië. Hier worden de gekko's vooral vertegenwoordigd door andere families zoals de Diplodactylidae, die daarnaast veel voorkomen in Nieuw-Caledonië. Andere families van gekko's komen uitsluitend voor in Australië, zoals de vertegenwoordigers van de Carphodactylidae en de heuppotigen komen naast Australië alleen voor in Nieuw-Guinea.

## Geslachten
Tot de Gekkonidae worden de volgende geslachten gerekend, met de auteur, het soortenaantal en het verspreidingsgebied;
| Naam                             | Auteur                                   | Soorten | Verspreidingsgebied |
| -------------------------------- | ---------------------------------------- | ------- | --- |
| Rotsgekko's (Afroedura)          | Loveridge, 1944                          | 32      | Afrika; Angola, Botswana, Lesotho, Mozambique, Namibië, Swaziland, Zimbabwe, Zuid-Afrika, Zululand |
| Afrogecko                        | Bauer, Good & Branch, 1997               | 2       | Afrika; Zuid-Afrika, Angola, Namibië, in Kameroen |
| Agamura                          | Blanford, 1874                           | 2       | Azië en het Midden-Oosten; Iran, Pakistan, Afghanistan |
| Ailuronyx                        | Fitzinger, 1843                          | 3       | Afrika; Seychellen |
| Rechtvingergekko's (Alsophylax)  | Fitzinger, 1834                          | 6       | Azië; Mongolië, Rusland, Tadzjikistan, Kazachstan, Oezbekistan, Turkmenistan, Kirgizië, China, Afghanistan en Rusland, mogelijk in Iran |
| Altiphylax                       | Shcherbak & Yeriomtschenko, 1984         | 5       | Azië; Rusland, Kirgizië, India, China, Pakistan, Afghanistan |
| Blaesodactylus                   | Boettger, 1893                           | 4       | Afrika; Madagaskar |
| Bunopus                          | Blanford, 1874                           | 3       | Azië en het Midden-Oosten; Syrië, Iran, Irak, Israël, Koeweit, Saoedi-Arabië, Verenigde Arabische Emiraten, Qatar, Oman, Jordanië, Afghanistan, Pakistan, Turkmenistan |
| Calodactylodes                   | Bauer & Günther, 1991                    | 2       | Azië; India, Sri Lanka |
| Chondrodactylus                  | Peters, 1870                             | 6       | Afrika; Rwanda, Tanzania, Mozambique, Malawi, Zambia, Zimbabwe, Botswana, Zuid-Afrika, Namibië, Angola, Kenia, Swaziland |
| Christinus                       | Wells & Wellington, 1983                 | 3       | Australië |
| Cnemaspis                        | Strauch, 1842                            | 181     | Azië en Afrika; Cambodja, Benin, Congo-Kinshasa, Equatoriaal-Guinea, Ethiopië, Ghana, Guinee, India, Indonesië, Ivoorkust, Kameroen, Kenia, Laos, Maleisië, Myanmar, Nigeria, Oeganda, Rwanda, Sierra Leone, Singapore, Soedan, Sri Lanka, Tanzania, Thailand, Togo, Vietnam |
| Crossobamon                      | Boettger, 1888                           | 2       | Azië; Afghanistan, Iran, Pakistan, Turkmenistan, Oezbekistan, Kazachstan, Tadzjikistan, Kirgizië, India |
| Cryptactites                     | Boulenger, 1910                          | 1       | Afrika; Zuid-Afrika |
| Cyrtodactylus                    | Gray, 1827                               | 314     | Australië en Azië; Bhutan, Cambodja, China, Filipijnen, India, Indonesië, Laos, Maleisië, Myanmar, Nepal, Pakistan, Papoea-Nieuw-Guinea, Salomonseilanden, Sri Lanka, Thailand, Vietnam |
| Cyrtopodion                      | Fitzinger, 1834                          | 24      | Azië, Afrika en het Midden-Oosten; Turkije, Egypte, Israël, Irak, Iran, Saoedi-Arabië, Oman, Verenigde Arabische Emiraten, Koeweit, Qatar, Ethiopië, Eritrea, Soedan, India, Pakistan, Jordanië, Afghanistan, China |
| Dixonius                         | Bauer, Good & Branch, 1997               | 13      | Azië; Vietnam, Cambodja, Thailand, Laos |
| Dravidogecko                     | Smith, 1933                              | 7       | Azië; India |
| Ebenavia                         | Boettger, 1878                           | 6       | Afrika; Madagaskar, Comoren, Tanzania (Pemba) |
| Elasmodactylus                   | Boulenger, 1894                          | 2       | Afrika; Tanzania, Zimbabwe, Mozambique, Congo-Kinshasa, Zambia |
| Geckolepis                       | Grandidier, 1867                         | 4       | Afrika; Madagaskar |
| Gehyra                           | Gray, 1834                               | 67      | Azië, Australië en Oceanië; Sri Lanka, India, Thailand, Vietnam, Maleisië, Cambodja, China, Taiwan, Japan, Oceanië, Filipijnen, Singapore, Palau, Nieuw-Guinea, Indonesië, Oost-Timor, Samoa, Fiji-eilanden, Tonga-eilanden, Toga, Papoea-Nieuw-Guinea, Genootschapseilanden, Melanesië, Cocoseilanden, Rotuma, Micronesië, Christmaseiland, Guam, Salomonseilanden, Nieuw-Caledonië, Polynesië, Marianen, Australië                                   |
| Gekko                            | Laurenti, 1768                           | 81      | Azië; Bangladesh, Admiraliteitseilanden, Bangladesh, Bhutan, Bismarck-archipel, Brunei, Cambodja, China, Filipijnen, India, Indonesië, Japan, Korea, Laos, Maleisië, Myanmar, Nepal, Nicobaren, Oceanië, Oost-Timor, Palau, Papoea-Nieuw-Guinea, Salomonseilanden, Santa Cruzeilanden, Singapore, Taiwan, Thailand, Vietnam |
| Goggia                           | Bauer, Good & Branch, 1997               | 10      | Afrika; Zuid-Afrika, Namibië |
| Halfvingergekko's (Hemidactylus) | Gray, 1825                               | 180     | Wereldwijd |
| Hemiphyllodactylus               | Bleeker, 1860                            | 49      | Azië; India, Sri Lanka, Indonesië, Thailand, Maleisië, Singapore, Oceanië, Myanmar, Filipijnen, China, Taiwan, Papoea-Nieuw-Guinea, Nieuw-Caledonië, Loyaliteitseilanden, Tonga, Marquesaseilanden, Genootschapseilanden, Salomonseilanden, Fiji, Mauritius, Cambodja, Palau, Myanmar, Laos, Vietnam, Réunion en Rodrigues, geïntroduceerd in Japan en de Verenigde Staten (Hawaï)                                                                     |
| Heteronotia                      | Wermuth, 1965                            | 5       | Australië |
| Homopholis                       | Boulenger, 1885                          | 4       | Afrika; Ethiopië, Kenia, Somalië, Tanzania, Zuid-Afrika, Mozambique, Zimbabwe |
| Kolekanos                        | Haacke, 2008                             | 1       | Afrika; Angola |
| Lakigecko                        | Torki, 2020                              | 1       | Midden-Oosten; Iran |
| Lepidodactylus                   | Fitzinger, 1843                          | 41      | Australië en Azië; Taiwan, China, Sri Lanka, India, de Seychellen, Myanmar, Maleisië, Vietnam, Japan, Indonesië, Filipijnen, Palau, Nieuw-Guinea, Papoea-Nieuw-Guinea |
| Luperosaurus                     | Gray, 1845                               | 13      | Azië; Indonesië, Filipijnen |
| Dwerggekko's (Lygodactylus)      | Gray, 1864                               | 71      | Afrika en Zuid-Amerika; Angola, Benin, Bolivia, Botswana, Brazilië, Burkina Faso, Burundi, Centraal-Afrikaanse Republiek, Congo-Kinshasa, Equatoriaal-Guinea, Eritrea, Ethiopië, Gabon, Gambia, Ghana, Guinea, Guinee-Bissau, Ivoorkust, Kameroen, Kenia, Liberia, Madagaskar, Malawi, Mali, Mozambique, Namibië, Nigeria, Oeganda, Paraguay, Rwanda, Senegal, Sierra Leone, Soedan, Somalië, Swaziland, Tanzania, Togo, Zambia, Zimbabwe, Zuid-Afrika |
| Matoatoa                         | Nussbaum, Raxworthy & Pronk, 1998        | 2       | Afrika; Madagaskar |
| Mediodactylus                    | Szczerbak & Golubev, 1977                | 17      | Azië, het Midden-Oosten en Europa; Rusland, Turkmenistan, Kazachstan, Iran, China, Oezbekistan, Tadzjikistan, Kirgizië, Italië, Albanië, Macedonië, Servië, Bulgarije, Griekenland, Hongarije, Turkije, Cyprus, Syrië, Jordanië, Anatolië, Oekraïne, Irak, Pakistan, India, Israël, Libanon, Jordanië |
| Microgecko                       | Nikolski, 1907                           | 8       | Azië en het Midden-Oosten; Iran, Pakistan, India, Irak |
| Nactus                           | Kluge, 1983                              | 35      | Azië en Afrika; Papoea-Nieuw-Guinea, Melanesië, Micronesië, Akiaki, Tuamotu, Fiji-eilanden, Rotuma, Samoa, Salomonseilanden, Nieuw-Caledonië, Loyaliteitseilanden, Vanuatu, Cookeilanden, Tonga, Guam, Indonesië, Australië, Mauritius, Round Island, Kei-eilanden, Réunion |
| Narudasia                        | Methuen & Hewitt, 1914                   | 1       | Afrika; Namibië |
| Dikvingergekko's (Pachydactylus) | Wiegmann, 1834                           | 57      | Afrika; Zuid-Afrika, Lesotho, Congo-Brazzaville, Congo-Kinshasa, Botswana, Namibië, Zimbabwe, Mozambique, Malawi, Zambia, Angola |
| Paragehyra                       | Angel, 1929                              | 4       | Afrika; Madagaskar |
| Paroedura                        | Günther, 1879                            | 24      | Afrika; Madagaskar, Comoren |
| Parsigecko                       | Safaei-Mahroo, Ghaffari & Anderson, 2016 | 1       | Midden-Oosten; Iran |
| Perochirus                       | Boulenger, 1885                          | 3       | Eilanden in de Grote Oceaan waaronder Micronesië en Japan |
| Madagaskardaggekko's (Phelsuma)  | Gray, 1825                               | 52      | Afrika en Azië; Kenia, Mozambique, Tanzania, Zanzibar, Madagaskar, Mascarenen, Comoren. Seychellen, India (Andamanen en Nicobaren) |
| Pseudoceramodactylus             | Haas, 1957                               | 1       | Midden-Oosten; Bahrein, Iran, Oman, Saoedi-Arabië, Qatar, Koeweit, Verenigde Arabische Emiraten |
| Pseudogekko                      | Taylor, 1922                             | 10      | Azië; Filipijnen |
| Ptenopus                         | Gray, 1866                               | 3       | Afrika; Zuid-Afrika, Namibië, Botswana, Zimbabwe |
| Ramigekko                        | Haacke, 1996                             | 1       | Afrika; Zuid-Afrika |
| Rhinogekko                       | de Witte, 1973                           | 2       | Azië; Iran, Pakistan |
| Rhoptropella                     | Boulenger, 1885                          | 1       | Afrika; Zuid-Afrika, Namibië |
| Rhoptropus                       | Peters, 1869                             | 9       | Afrika; Namibië, Angola, Zuid-Afrika |
| Dunvingergekko's (Stenodactylus) | Fitzinger, 1826                          | 10      | Afrika, het Midden-Oosten en Azië; Saoedi-Arabië, Qatar, Iran, Irak, Israël, Verenigde Arabische Emiraten, Oman, Jordanië, Koeweit, Marokko, Westelijke Sahara, Egypte, Algerije, Tunesië, Libië, Soedan, Senegal, Mauritanië, Mali, Eritrea, Niger, Jemen, Bahrein, Ethiopië, Kenia, Syrië |
| Tenuidactylus                    | Shcherbak & Golubev, 1984                | 8       | Azië, Europa en het Midden-Oosten; Azerbeidzjan, Iran, Afghanistan, Rusland, Kazachstan, Turkmenistan, Oezbekistan, Georgië (inclusief Abchazië), Armenië, Dagestan, Pakistan, Tadzjikistan, Oekraïne, Kirgizië, Mongolië, China, Afghanistan |
| Trachydactylus                   | Haas & Battersby, 1959                   | 2       | Midden-Oosten; Oman, de Verenigde Arabische Emiraten, Jemen |
| Trigonodactylus                  | Haas, 1957                               | 4       | Midden-Oosten; Saoedi-Arabië, Qatar, Verenigde Arabische Emiraten Oman, Bahrein, Koeweit, Iran, Jordanië, Jemen |
| Tropiocolotes                    | Peters, 1880                             | 12      | Afrika en het Midden-Oosten; Marokko, Algerije, Tunesië, Libië, Egypte, Mauritanië, Niger, Somalië, Mali, Soedan, Tsjaad, Iran, Israël, Jordanië, Saoedi-Arabië, Oman, Ethiopië, Djibouti, Tsjaad |
| Urocotyledon                     | Kluge, 1983                              | 5       | Afrika; Kameroen, Gabon, Congo-Brazzaville, Tanzania, Seychellen |
| Bladstaartgekko's (Uroplatus)    | Duméril, 1806                            | 21      | Afrika; Madagaskar |